# بودي جارد (فلم هندي)
بودي جارد (بالإنجليزية: Bodyguard) هو فيلم هندي من عام 2011 هندي بلغة رومانسي فيلم أكشن وكوميدي شارك في كتابته وإخراجه صديق. هو نسخة جديدة من المخرج تملك عام 2010 ماليغاؤن فيلم يحمل نفس الاسم بطولة ديليب ونايانتارا. الفيلم من إنتاج أتول أجنيهوتري و ألفيرا خان أجنيهوتري. ويضم سلمان خان وكارينا كابور في الأدوار الرئيسية ، مع أديتيا بانتشولي في فيلم خاص الظهور و كاريزما كابور في دور صوتي. يقوم أيضًا ببطولة راج بابار وماهيش مانجريكار و هازل كيتش في الأدوار الداعمة. تم الكشف عن أول مظهر للفيلم والمقطورة المسرحية في 21 يوليو 201 1. صدر فيلم «بودي جارد» في 3250 مسارح حول العالم.
حطم الفيلم العديد من الأرقام القياسية عند صدوره. خلال اليوم الأول من صدوره ، أصبح أعلى معدل إجمالي في يوم الافتتاح بالإضافة إلى أنه أكبر ربح على الإطلاق ليوم واحد حتى ذلك الحين. سجل الفيلم رقماً قياسياً آخر في شباك التذاكر، حيث حقق الفيلم نجاحًا تجاريًا كبيرًا بإجمالي عالمي بلغ 2.34  مليار روبية هندية (39 مليون دولار أمريكي)

## القصة
تم تعيين لفلي (سلمان خان) كحارس شخصي لـ ديفيا (كارينا كابور) لحمايتها من الحمقى الذين يطاردونها للانتقام من والدها، وهو سياسي لطيف وناجح، كان مسؤولاً عن إنقاذ والدته في حادث. جميل مكرس جدًا لواجباته - لكنه يزعج ديفيا باتباعها في كل مكان. ديفيا وصديقتها مايا (هازيل كيتش) يتصلان بـ سينغ ؛ مع ديفيا تتظاهر بأنها تشايا وهي فتاة في حالة حب بجنون مع لفلي، على أمل أن يصرفه هذا عن عمله.
متردداً في البداية، بدأ لفلي تدريجيًا بحب تشايا الغامضة، ويتطلع إلى مكالماتها، لكنه لا يدرك أنها ديفيا بالفعل. وفي الوقت نفسه، يحمي سينغ ديفيا في مناسبات عديدة من هجمات رانجان مهاتري وأبناؤه. بعد فترة وجيزة، تقع ديفيا أيضًا في حب لفلي، لكنها تخشى الكشف عن هويتها، بسبب إخلاصها الهائل وولائها لواجباته ووالدها. ديفيا مثل تشايا أخبرت سينغ لاحقًا أن تهرب معها وتلتقي بها في محطة سكة حديد. يبدأ والدها، سرتاج، في الشك في أن لفلي وديفيا في حالة حب وقد يهربان لذلك يرسل رجاله لقتلها. تقنع ديفيا والدها بأن حبيبة لفلي هي امرأة أخرى تنتظره في محطة السكة الحديد. مستشعرةً أن لفلي قد يكون حزينًا إذا لم يقابل تشايا، ترسل ديفيا مايا لإخبارها بهويتها الحقيقية. ومع ذلك، عندما رأى لفلي أن مايا تركض نحوه، فإنه يعتقد أنها تشايا. تحاول مايا أن تخبره أن ديفيا هي تشايا، لكنها ترى أحد رجال سارتاج في المقصورة، في انتظار ردها لفلي. أخبرت سينغ أنها تشايا وتحتضن سينغ. خلال هذا، تتصل ديفيا بمايا ولكن مايا تركب القطار مع لفلي وتلقي بهاتفها بعيدًا بدلاً من العودة إلى صديقتها.
تتزوج جميل ومايا ولديهما ولد لكن مايا تموت لاحقًا بسبب السرطان. بعد عدة سنوات، دعا سرتاج لفلي، الذي أصبح الآن مليونيرًا وسيعيش في كندا وابنه (سرتاج) إلى منزله ويعتذر عن سلوكه. اعتقدت جميلة أن ديفيا كانت متزوجة بسعادة في لندن، لذلك صُدم لرؤيتها لا تزال تعيش في المنزل، غير متزوجة. ابنه، الذي يعلم بخيانة والدته من يوميات تركته له مايا، يشرح ما فعلته وأن موتها المبكر كان عقابًا لخيانتها لصديقها، يكبر بالقرب من ديفيا ويعتذر لها نيابة عن والدته.
في اليوم الأخير من زيارتهم، طلب ابن لفلي من ديفيا مرافقته بصفته والدته. غاضبًا، أخبر لفلي ابنه أن يعتذر، لكن سارتاج أخبر لفلي أنه يشعر بنفس الشعور ويطلب منه أن يأخذ ديفيا معه. جميل يقبل. في محطة السكة الحديد، ألقى ابن لفلي سرًا مذكرات مايا في سلة المهملات، بعد أن أكمل مهمته. ومع ذلك، يراه جميل ويأخذ اليوميات من سلة المهملات. عند قراءته، اكتشف أن ديفيا كانت حبه الحقيقي، تشايا وأن مايا كذبت. يتصل بـ ديفيا على هاتفها المحمول ويخاطبها باسم تشايا. ديفيا غارقة في الفرح، وأدركت أن جميل يعرف الحقيقة أخيرًا، وأن الزوجين متحدان.

## الممثلون والشخصيات
- سلمان خان (بدور: وسينغ لافلي)
- كارينا كابور (بدور: وديفيا )
- يتان هانسراج (بدور: مهاتري)
- راج بابار (بدور: سرتاج رنا)
- هازل كيتش مايا (بدور: كابور سينغ)
- الأستاذ محمد فايزان (بدور: سرتاج إل سينغ)
- ريما ديبناث (بدور: سافيتا)
- عسراني (بدور: شيخار)
- ماهيش مانجريكار (بدور: رانجان مهاتري)
- شارات ساكسينا (بدور: بيندرا)
- فيديا سينها السيدة (بدور: رنا)
- أديتيا بانتشولي (بدور: فيكرانت مهاتري)
- كاريزما كابور (بدور: شايا)
- راجات رويل (بدور: سوريندر نارندار ميلكا سينغ)

## الإنتاج
شركة إنتاج الفيلم، Reel Life Production Pvt. Ltd، تم شراؤها بواسطة ريلاينس انترتينمنت مقابل  450 مليون دولار. أكسب هذا ريلاينس حالة المنتج المشارك وحصة متساوية في حقوق الملكية الفكرية للأبد.
عرضت المخرجة السينمائية لأول مرة دور البطولة على نايانتارا لكنها رفضت لأنها لم تكن مهتمة بلعب نفس الدور في الأصل. ثم ذهب الدور إلى كارينا كابور.
نيروبا مينون، صديق مشترك للمخرج صديق وألفيرا خا قدمه إلى ألفيرا خان أجنيهوتري و أتول أغنهوتري المنتجين المشاركين للفيلم، مما يشير إلى أنه يجب عليه المغامرة في بوليوود. أرسل صديق فيلمه المالايالامي الأصلي إلى ألفيرا وأتول نتيجة الاقتراح وأقنعوا سلمان خان بمشاهدة الفيلم. بعد مشاهدة الفيلم كان خان معجبًا جدًا به ووافق على عمل النسخة الجديدة الهندية.
بدأ تصوير الفيلم في 16 يناير 2011 في حرم جامعة سيمبيوزيس الدولية الواقع في بيون. تم استخدام الفصول الدراسية والكتلة الأكاديمية لمعهد Symbiosis لإدارة الأعمال في حرم Lavale. استمر إطلاق النار فيما بعد في مدينة باتيالا (البنجاب). كان من المقرر تصوير أغنيتين من الفيلم في أوروبا ولكن تم نقلهما لاحقًا إلى فيلم سيتي في مومباي لخفض التكاليف لأن الفيلم قد تجاوز بالفعل ميزانيته الأولية.

## الميزانية والإيرادات
بلغت تكلفة إنتاج الفيلم حوالي 65 كرور روبية هندية (11 مليون دولار أمريكي) بينما حقق أرباحا تقدر بـ 230 كرور روبية هندية (38 مليون دولار أمريكي).

## روابط خارجية
- مقالات تستعمل روابط فنية بلا صلة مع ويكي بيانات